# Ружин гроб
Ружин гроб (на македонска литературна норма: Ружин Гроб) е археологически обект, малка надгробна могила (тумул) от Желязната епоха край ресенското село Асамати, Северна Македония.

## Местоположение
Намира се северозападно от селото, в непосредствена близост до брега на Преспанското езеро.

## Описание
Могилата е с диаметър на основата 15 – 20 m и запазена височина 1,5 m. Западната ѝ половина е повредена през Втората световна война, с изграждането на бункер. В 1976 година Музейната сбирка в Ресен извършва пробни сондажни разкопки, при които са открити два гроба с вторично погребение. Гробовете са изградени от камък и са имали под от тегули. Не са намерени гробни дарове.
На 21 февруари 1977 година обектът е обявен за паметник на културата.